# Sandsjöbacka
Sandsjöbacka este o arie protejată (arie de protecție specială avifaunistică — SPA) din Suedia întinsă pe o suprafață de 2.423,6 ha, integral pe uscat.

## Localizare
Centrul sitului Sandsjöbacka este situat la coordonatele 57°35′04″N 12°00′27″E / 57.5845°N 12.0074°E.

## Înființare
Situl Sandsjöbacka a fost declarat arie de protecție specială avifaunistică în martie 1996 pentru a proteja 7 specii de animale.

## Biodiversitate
Situată în ecoregiunea continentală, aria protejată nu include niciun habitat protejat.
La baza desemnării sitului se află mai multe specii protejate de  păsări (7): caprimulg (Caprimulgus europaeus), porumbel de scorbură (Columba oenas), lebădă de iarnă (Cygnus cygnus), ciocănitoare neagră (Dryocopus martius), ciocârlie de pădure (Lullula arborea), viespar (Pernis apivorus), cocoșul de mesteacăn (Tetrao tetrix tetrix).